# Quake Champions
Quake Champions — компьютерная игра, сетевой многопользовательский шутер от первого лица, разработанный компаниями id Software и Saber Interactive St. Petersburg под издательством Bethesda Softworks исключительно для PC. Анонс игры состоялся на выставке E3 2016 на конференции Bethesda E3 Showcase.

## Разработка
Разработка игры происходит силами id Software совместно с Saber Interactive, в качестве движка используется гибрид id Tech 5 и Saber3D, где последний используется для рендеринга и отдельных операций с графикой. В разработке и развитии принимают участие многие профессиональные игроки в предыдущие версии Quake, в частности, Джон «ZeRo4» Хилл.
Игра заявлена как эксклюзив для PC. По словам креативного директора Тима Уиллитса, для комфортной игры на профессиональном уровне потребуется частота обновления 120 герц. Этого возможно достичь лишь на данной платформе.
7 марта 2017 года было объявлено о старте приёма заявок на закрытое бета-тестирование игры, которое впоследствии началось 6 апреля 2017 года.
Игра была представлена для всеобщего обозрения на выставке PAX East, прошедшей в Бостоне 10-12 марта 2017 года. Стало известно, что Quake Champions будет распространяться по принципу free-to-play. В игре планируется матчмейкинг для дуэлей и командных режимов игры.
Впервые в серии Quake появились так называемые чемпионы — персонажи, которые обладают не только различными характеристиками скорости и запаса здоровья, но и одной уникальной способностью, которую можно применять раз в несколько десятков секунд, после чего требуется её перезарядка.
В рамках QuakeCon 2017 прошёл чемпионат мира по Quake Champions с призовым фондом в 1 млн долларов в режимах «Дуэль» (победитель — белорусский игрок Никита «clawz» Марчинский) и «Обелиск» (победитель — европейский коллектив 2z). Так как Никита «clawz» Марчинский играл в составе 2z, он стал первым игроком в играх серии Quake, ставшим чемпионом QuakeCon как в одиночном, так и в командном режимах.
22 августа 2017 года Quake Champions стал доступен в раннем доступе в Steam и через приложение Bethesda.net сразу после завершения закрытого бета-тестирования. Несмотря на заявление разработчиков о модели free-to-play, на данной стадии для игры требуется покупка набора Champions Pack.
10 августа 2018 года на QuakeCon 2018 было объявлено, что игра стала бесплатной. Для free-to-play-версии доступен лишь один игровой персонаж — Рейнджер, остальные покупаются за внутриигровую валюту, так же есть возможность купить полную версию игры по фиксированной цене со всеми доступными для игры чемпионами, в том числе с теми, что выйдут в будущем.

## Персонажи
В игре существует система прокачки аккаунта и кастомизации чемпионов. У каждого героя есть пассивная и активная способность, последнюю можно применять раз в 20—45 секунд в зависимости от чемпиона. Восстановление активной способности можно ускорить подбором на карте специальных предметов в виде песочных часов. Отдельные пассивные способности чемпионов отражают механику из более ранних игр и модов семейства Quake, а также из других арена-шутеров. Например, Слэш способна скользить в положении стоя на коленях, как это было реализовано в Quake 4, а Клатч может двигаться рывками, что повторяет трюк из Unreal Tournament. Также чемпионы различаются показателями стартового и максимального запаса здоровья и брони, максимальной скоростью и размером хитбокса (зоны поражения).
| Имя                                | Пассивная способность | Активная способность                                                           | Происхождение                                        |
| ---------------------------------- | --- | ------------------------------------------------------------------------------ | ---------------------------------------------------- |
| Ranger (Рейнджер)                  | Получает на 75 % меньше урона от собственного оружия | Кидает сферу, к которой может телепортироваться или нанести ею урон противнику | Quake                                                |
| Scalebearer (Броненосец)           | При достаточном разгоне способен топтать противников | Ускоряется и таранит врагов                                                    |                                                      |
| Visor (Вайзор)                     | Теоретически бесконечное ускорение | Видит врагов сквозь стены                                                      | Quake III Arena                                      |
| Anarki (Анарки)                    | Ускоренное перемещение. Разворот в полёте без потери скорости | Лечащая инъекция                                                               | Персонаж: Quake III Arena Механика: QuakeWorld, CPMA |
| Nyx (Никс)                         | Прыжок от стены, ускорении во время прыжков по прямой. | В режиме «призрачный шаг» становится невидимой и неуязвимой                    |                                                      |
| Sorlag (Сорлаг)                    | Разворот в полёте без потери скорости. Иммунитет к кислоте | Плевок кислотой                                                                | Персонаж: Quake III Arena Механика: QuakeWorld, CPMA |
| Clutch (Клатч)                     | Перемещение рывками (доджи) | Выставляет щит вокруг себя. Использует дрель как второе атакующее оружие       | Механика: Unreal Tournament                          |
| Galena (Галена)                    | Лечение предметами сокращает время восстановления активной способности | Оставляет тотемы на карте, которые лечат союзников и наносят урон противникам  |                                                      |
| Slash (Слэш)                       | Перемещение в скольжении на коленях (краучслайд) | Оставляет след из плазмы, которую можно подорвать                              | Персонаж: Quake III Arena Механика: Quake 4          |
| BJ Blazkowicz (Би-Джей Бласковиц)  | Восстановление здоровья со временем | Стреляет одновременно с двух рук, двукратно увеличивая скорострельность        | Wolfenstein: The New Order                           |
| Doom Slayer (Палач Рока)           | После первого прыжка возможен второй прыжок в воздухе (даблджамп). Практически не разговаривает — не издаёт никаких звуков во время прыжков, приземлений, сигнализирует оставшееся здоровье: 50 и 25 единиц, также издаёт предсмертные стоны. | Наносит большой урон в ближнем бою (режим «берсеркер»)                         | Doom (2016)                                          |
| Keel (Кил)                         | При подборе патронов сокращает время восстановления активной способности | Стреляет наплечными гранатометами                                              | Quake III Arena                                      |
| Strogg and Peeker (Строгг и Пикер) | Из врагов выпадают капсулы со здоровьем; перемещение скольжением на коленях (краучслайд) | Может выпускать разведывательного дрона                                        | Quake II, Enemy Territory: Quake Wars                |
| Death Knight (Рыцарь Смерти)       | В ближнем бою поджигает противников. Неуязвимость к огню | Стреляет 3 огненными шарами, поджигающими поверхность                          | Quake                                                |
| Athena (Афина)                     | Может взбираться на возвышенности, хватаясь за уступы (паркур). | Способна выпускать один из 3 крюков, к которому может быстро подтянуться       | Quake II                                             |
| Eisen (Айзен)                      | Подбор брони сокращает время восстановления активной способности | Устанавливает самонаводящуюся турель                                           |                                                      |

## Режимы игры
В игре доступны следующие основные режимы:
- Побоище — режим «каждый сам за себя», классический deathmatch;
- Командный бой — командный бой насмерть;
- Дуэль — турнир «один на один». Два игрока выбирают трёх неповторяющихся чемпионов, после чего следует небольшая разминка, а затем сам бой. Цель игрока — выбить всех трёх чемпионов противника, после чего ему присуждается победа в раунде;
- Обелиск — командный режим. В центре арены появляется «душа», которую необходимо захватить и принести на свою «базу», а затем удерживать максимально долго;
- Мгновенная смерть («Инстагиб») — deathmatch на рельсотронах, которые убивают с одного попадания.

Помимо этих режимов в игре присутствует линейка «аркадных» режимов, которые периодически сменяются, но в случае особой популярности у игроков имеют шанс попасть в список основных. Кроме этого существует возможность создания матча с собственными настройками, среди которых доступен параметр, позволяющий отключить активные навыки чемпионов.

## Продажи
Летом 2018 года, благодаря уязвимости в защите Steam Web API, стало известно, что точное количество пользователей сервиса Steam, которые играли в игру хотя бы один раз, составляет 1 146 284 человека.